# Casinca
Casinca è un'antica pieve della Corsica. Situata nel nord-est dell'isola, dipendeva a livello civile dalla provincia di Bastia e a livello religioso dalla diocesi di Mariana.

## Geografia
Il territorio dell'ex pieve di Casinca corrisponde ai territori dei comuni di:
- Vescovato;
- Venzolasca;
- Loreto di Casinca;
- Sorbo-Ocagnano;
- Castellare di Casinca;
- Penta di Casinca;
- Porri.

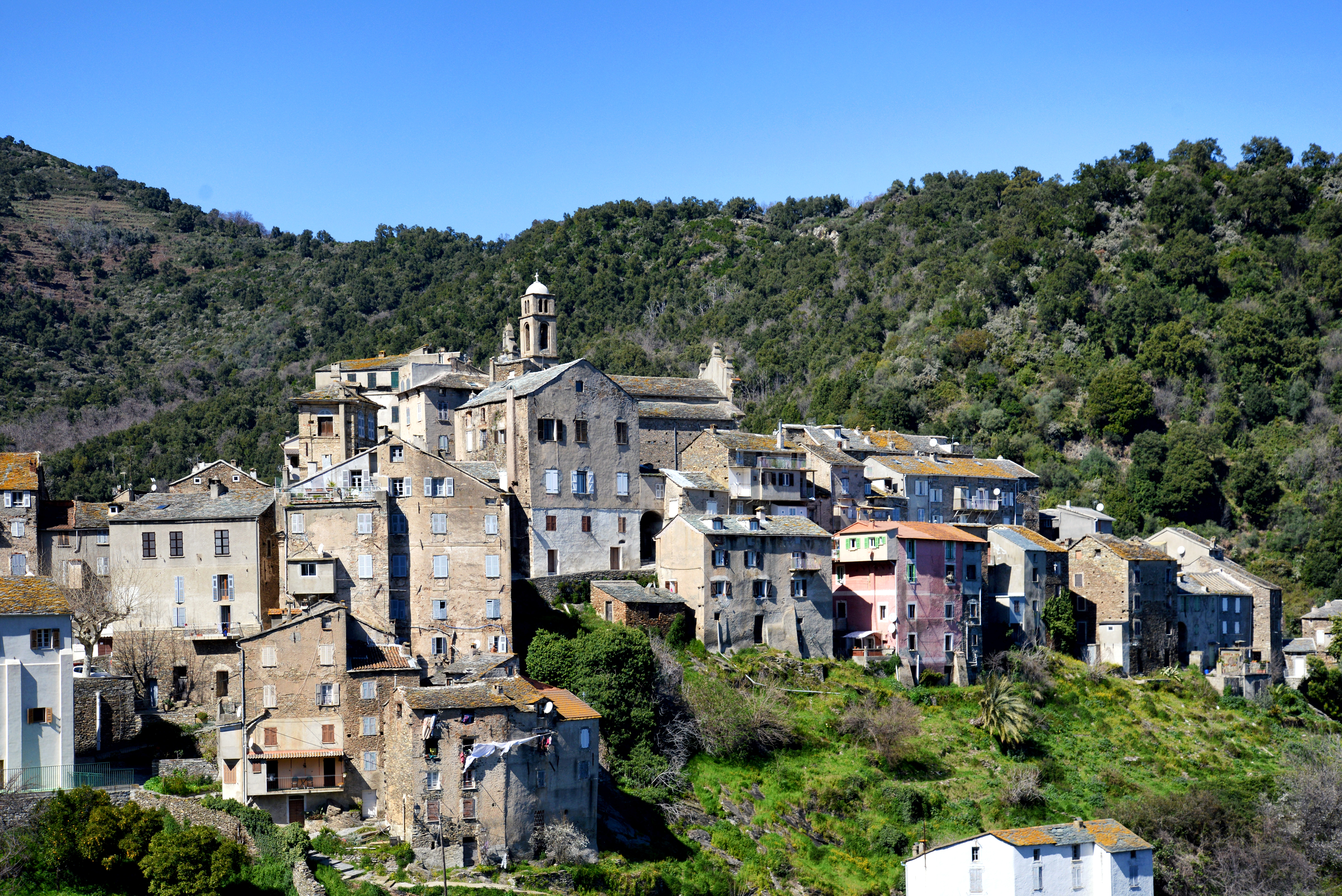
Vescovato
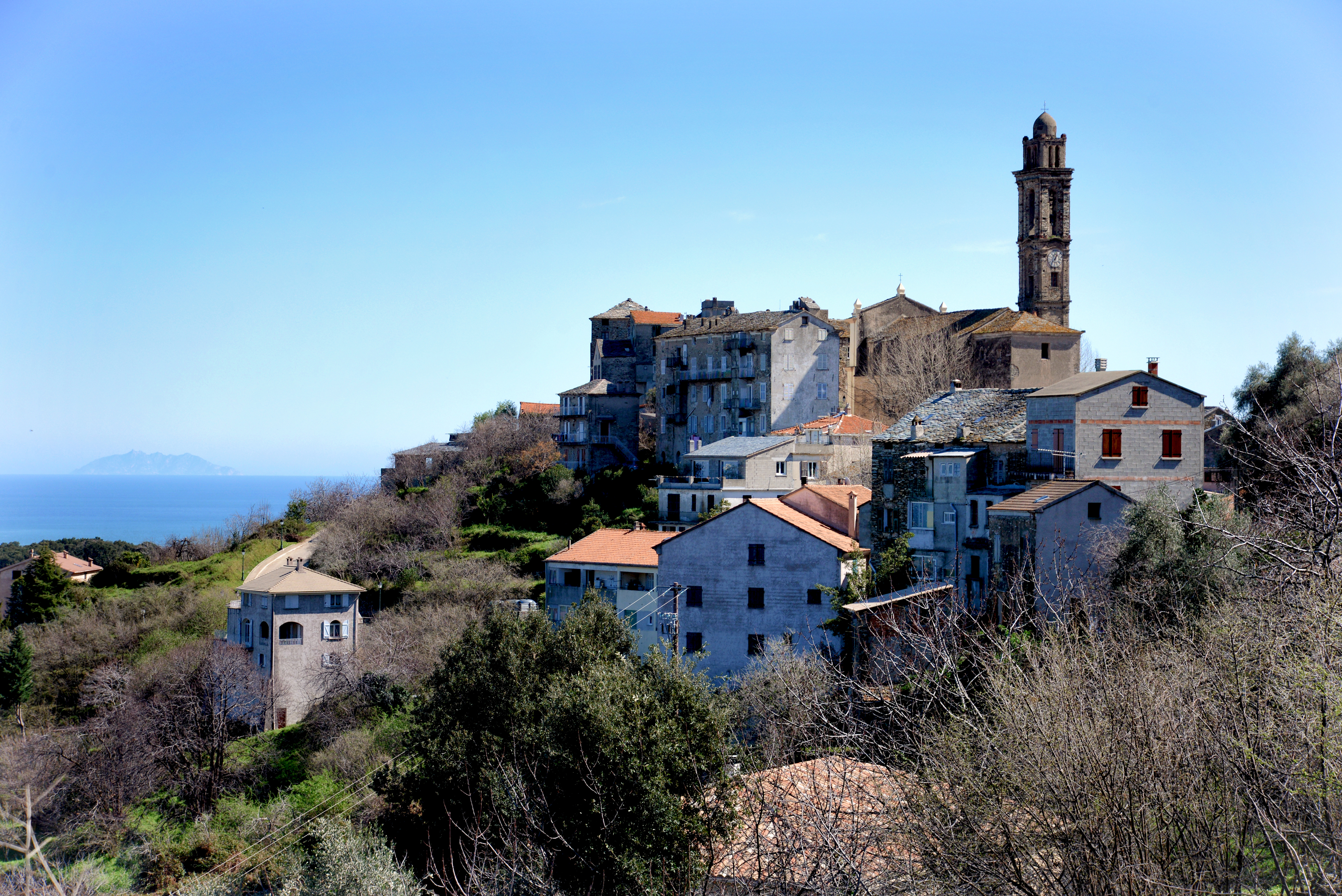
Venzolasca
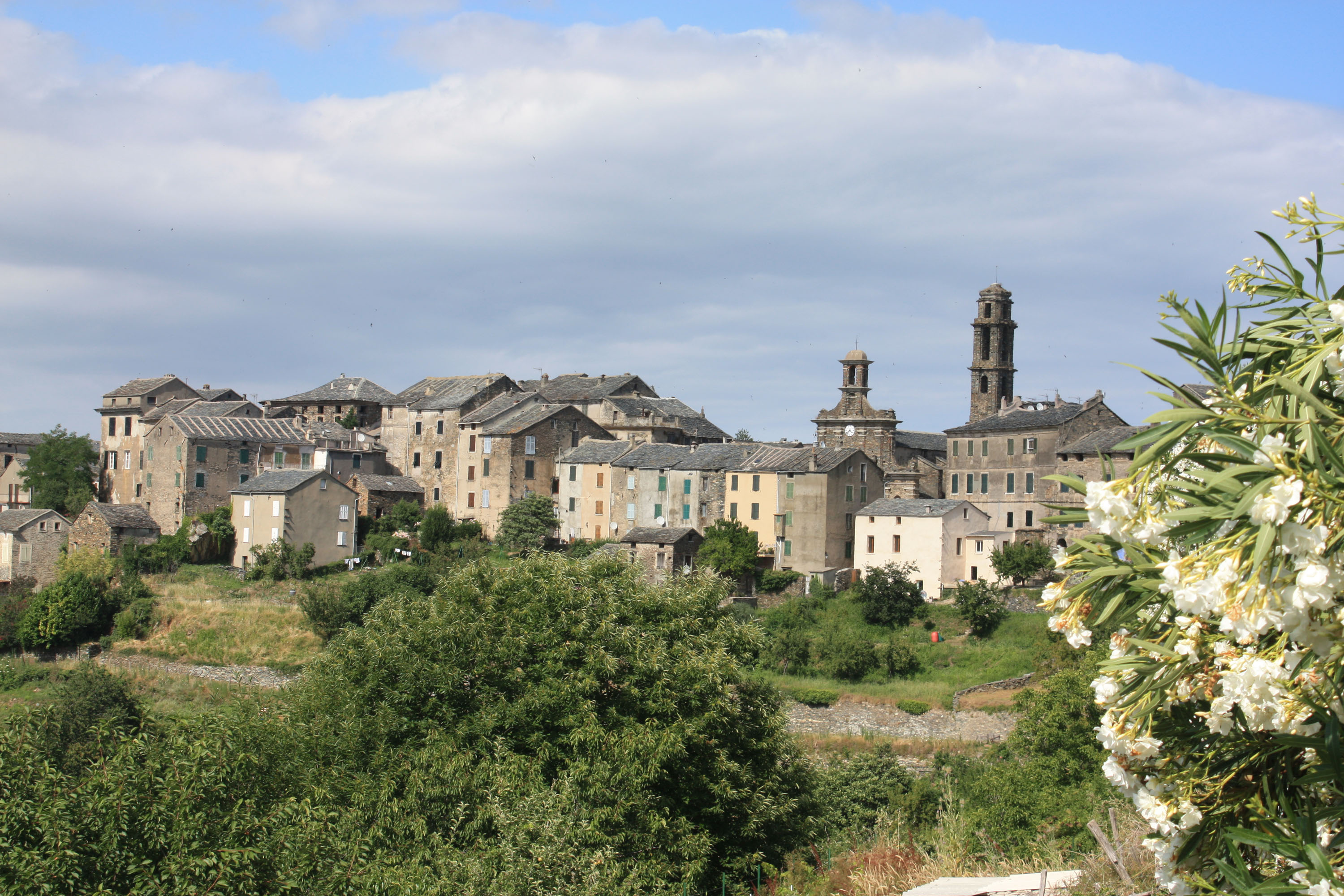
Penta di Casinca

Le pievi confinanti erano Marana, Casacconi, Ampugnani e Tavagna.

## Chiesa matrice

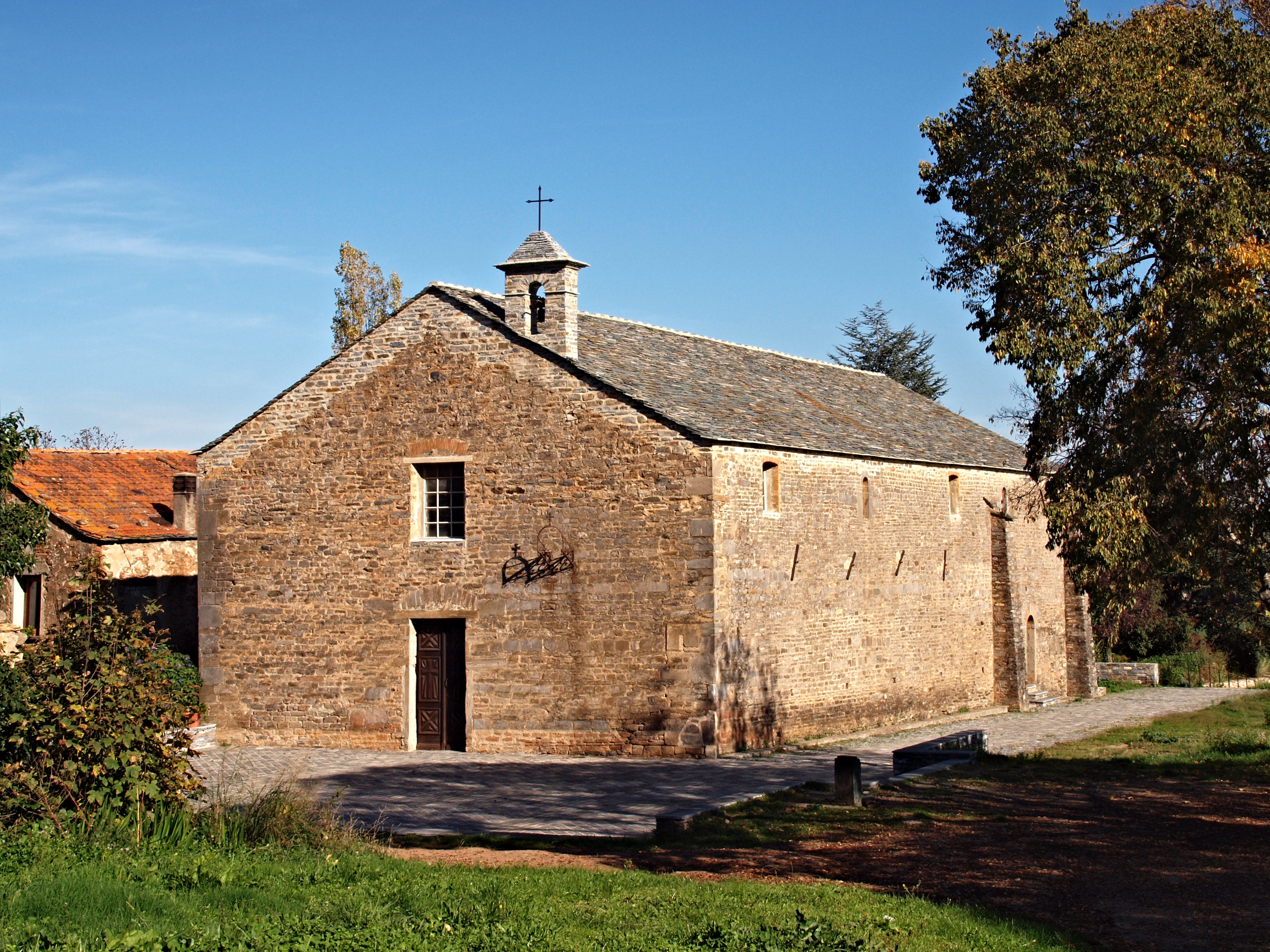
La chiesa di San Pancrazio, ex chiesa matrice della pieve di Casinca.

La pieve di Casinca era la chiesa di San Pancrazio, nel comune di Castellare di Casinca.